# Scoparia exilis
Scoparia exilis là một loài bướm đêm trong họ Crambidae.